# Черновское (озеро, Верхнетоемский район)
Черновское (Чернокское) — озеро в России, располагается на территории Верхнетоемского района Архангельской области.
Озеро находится на высоте 69 м над уровнем моря в южной части болота Арзинское. Площадь — 1,6 км².

## Данные водного реестра
По данным государственного водного реестра России относится к Двинско-Печорскому бассейновому округу, водохозяйственный участок — Северная Двина от впадения реки Вычегда до впадения реки Вага, речной подбассейн реки — Северная Двина ниже места слияния Вычегды и Малой Северной Двины. Речной бассейн реки — Северная Двина.
Код водного объекта в государственном водном реестре — 03020300111103000003970.